# Coleman (Île-du-Prince-Édouard)
Pour les articles homonymes, voir Coleman.
Coleman est une communauté rurale dans le comté de Prince de l'Île-du-Prince-Édouard.
La communauté est située au sud-est de O'Leary.